# Сан Либерато (Ријети)
Сан Либерато је насеље у Италији у округу Ријети, региону Лацио.
Према процени из 2011. у насељу је живело 426 становника. Насеље се налази на надморској висини од 502 м.